# Sejm Rozbiorowy (1773–1775)

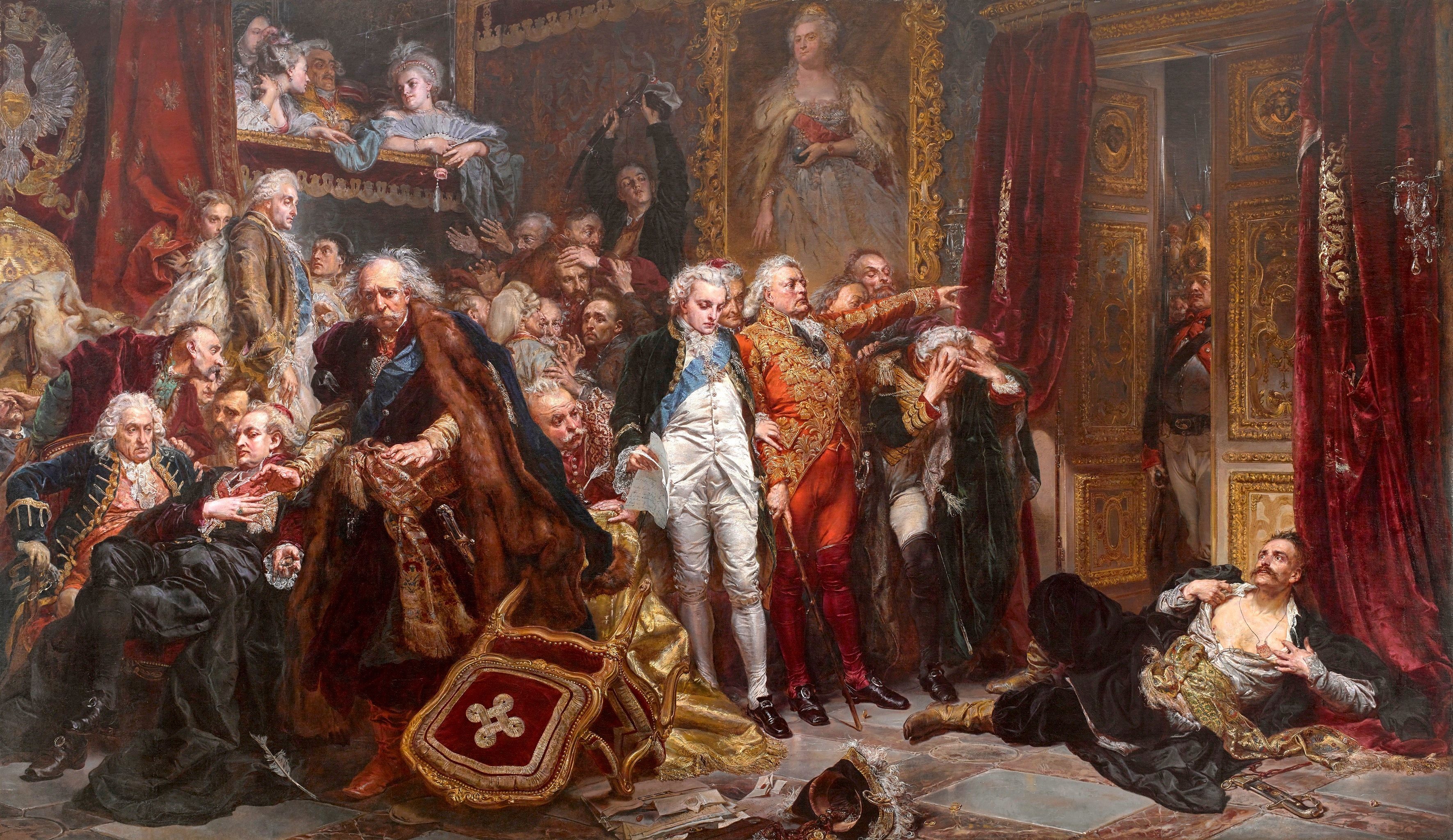
Rejtan na sejmie 1773, obraz Jana Matejki z 1866 roku

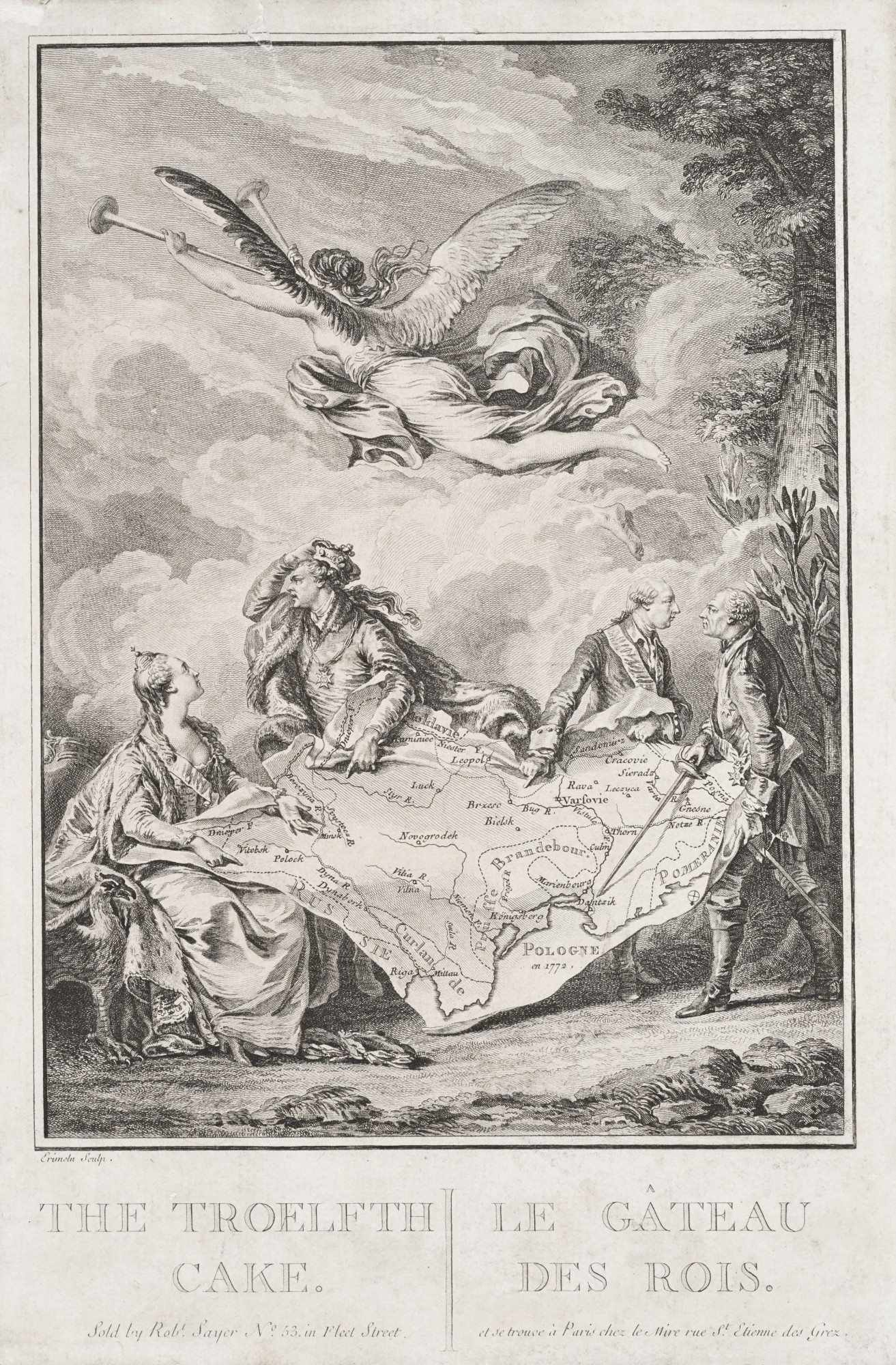
Kołacz królewski. Miedzioryt wykonany na podstawie rysunku przez Nicolasa Noëla Le Mire’a

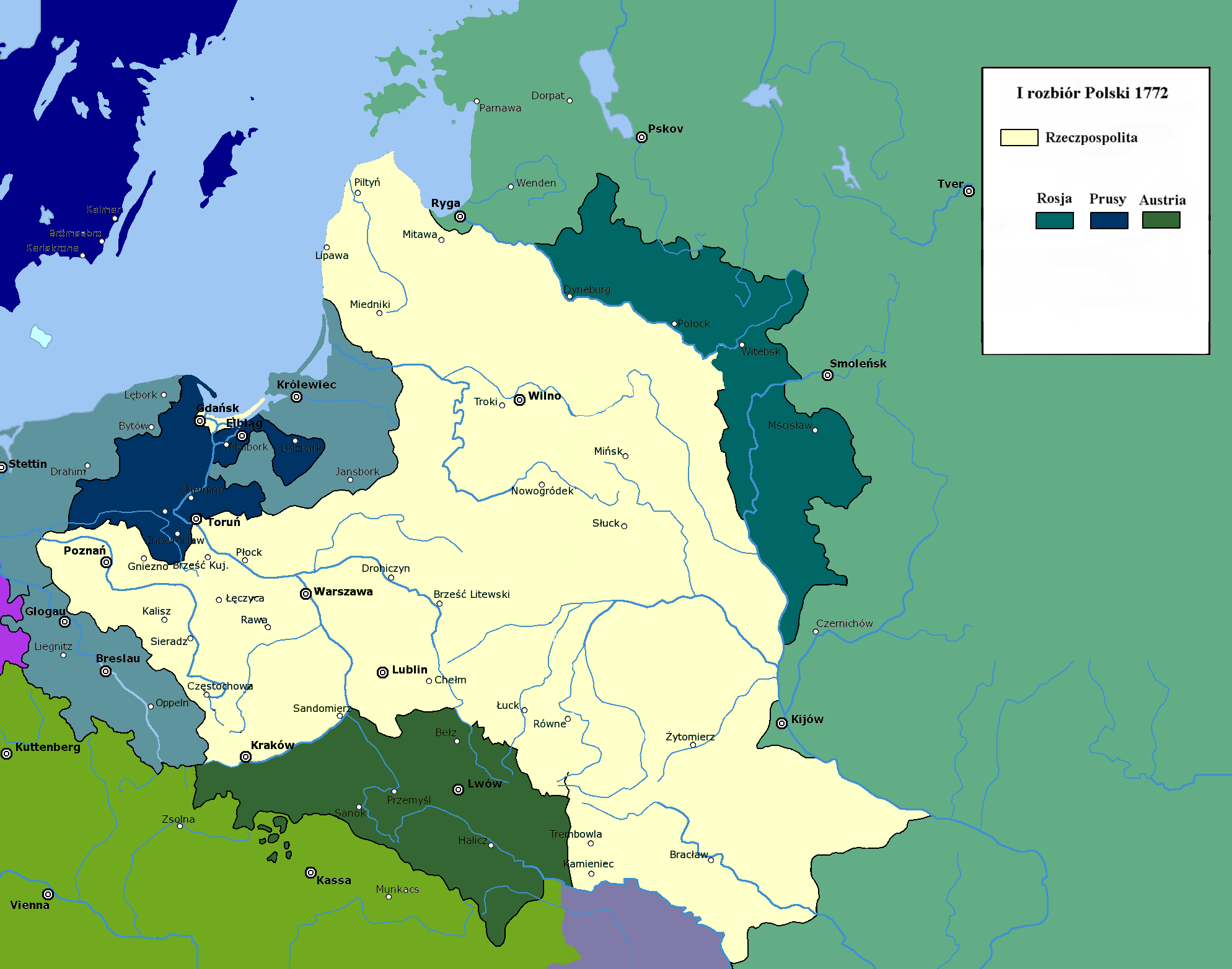
Ziemie zabrane przez trzy mocarstwa w I rozbiorze Polski

Sejm Rozbiorowy – sejm skonfederowany działający w latach 1773–1775, powołany przez trzy ościenne mocarstwa zaborcze: Rosję, Prusy i Austrię, w celu zatwierdzenia cesji terytorium Rzeczypospolitej w czasie I rozbioru Polski.

## Tło historyczne
W późnym XVII i początkiem XVIII wieku Rzeczpospolita Obojga Narodów została zredukowana ze swojego statusu głównej potęgi europejskiej do rosyjskiego protektoratu. Rosyjscy władcy przy wykorzystaniu wolnej elekcji decydowali o wyborze monarchów Królestwa Polskiego oraz o polityce wewnętrznej kraju. Dla przykładu Sejm repninowski bierze swą nazwę od rosyjskiego ambasadora Nikołaja Repnina, który nieoficjalnie przewodził obradom.
Sejm Rozbiorowy oraz I rozbiór Polski nastąpiły w wyniku zmiany równowagi sił w Europie będącej następstwem rosyjskich zwycięstw nad Osmanami w wojnie rosyjsko-tureckiej (1768–1774). Przyczyniły się one do wzmocnienia Rosji i w efekcie zagroziły interesom Habsburgów w tym regionie (zwłaszcza w Mołdawii i Wołoszczyźnie). Austria Habsburgów rozważała nawet wojnę z Rosją.
Francja, która była przychylna zarówno Rosji, jak i Austrii zaproponowała serię terytorialnych korekt, w których Austria zostałaby zrekompensowana częściami Śląska, Prusy otrzymałyby Warmię oraz część Księstwa Kurlandii i Semigalii. Król Prus, Fryderyk II nie miał jednak zamiaru wyrzekać się Śląska zdobytego niedawno w wyniku wojen śląskich. Z drugiej strony był on także zainteresowany pokojowym rozwiązaniem konfliktu, ponieważ pruski skarbiec i armia były nadszarpnięte w wyniku wojny siedmioletniej, a sojusz Prus z Rosją potencjalnie doprowadziłby do wojny z Austrią. Prusy były także zainteresowane ochroną osłabionego Imperium Osmańskiego, ponieważ można się nim było posłużyć w wypadku ewentualnego konfliktu z Rosją lub Austrią.
Kiedy Austria zaanektowała miasta Spiszu (naruszając tym samym traktat pokojowy zawarty w Zagrzebiu) Katarzyna II Wielka oraz jej doradca, generał Zachar Czernyszew, zasugerowali księciu Henrykowi, aby Prusy zaanektowały część polskiego terytorium, na przykład biskupstwa warmińskiego. Po przekazaniu tej informacji Fryderykowi II Prusy wystąpiły z propozycją rozbioru polskiego terytorium pomiędzy trzy mocarstwa, którego największą część miała otrzymać strona najbardziej osłabiona przez niedawną zmianę układu sił, czyli Austria. Fryderyk II starał się chronić Ottomanów poprzez kierowanie rosyjskich dążeń do ekspansji na osłabioną Polskę. Austriacki mąż stanu Wenzel Anton von Kaunitz wysunął propozycję, aby Prusy zajęły ziemie polskie w zamian za zrzeczenie się Śląska na rzecz Austrii. Oferta ta została odrzucona przez Fryderyka.
Przez kilka dekad (od czasu sejmu niemego) Rosja uważała słabą Polskę za swój protektorat. Wojna domowa, podczas której siły konfederacji barskiej starały się zerwać rosyjską kontrolę nad Polską, pozostawiła kraj wyniszczony. Niedawna Koliszczyzna przyczyniła się do dalszego osłabienia pozycji Polski. Na dodatek tego, wspierany przez Rosję król Stanisław August Poniatowski był uważany równocześnie za zbyt słabego, jak i za niezależnie myślącego, co ostatecznie sprawiło, że rosyjski dwór uznał, że użyteczność Polski jako protektoratu wyczerpała się. Państwa zaborcze oficjalnie usprawiedliwiły swoje postępowanie koniecznością zadośćuczynienia za szkody wyrządzone przez kłopotliwego sąsiada oraz przywrócenia pokoju w Polsce poprzez interwencję militarną (a konfederacja Barska dostarczyła pożytecznej wymówki). Próba porwania króla Augusta przez konfederatów barskich 3 listopada 1771 roku dała trzem dworom pretekst do przekonania opinii publicznej o „polskiej anarchii” oraz potrzeby wkroczenia w celu „uratowania” kraju i jego obywateli. W rzeczywistości kierowała nimi chęć zysku terytorialnego.
Po rozpoczęciu rosyjskiej okupacji nad Księstwami Naddunajskimi książę Henryk Pruski przekonał Fryderyka II oraz arcyksiężną Marię Teresę Habsburg, że zamiast rosyjskiej aneksji ziem Osmanów, układ sił może być utrzymany poprzez trójstronny rozbiór Królestwa Polskiego. Pod naciskiem Prus, które od dawna chciały zagarnąć Prusy Królewskie, zaborcy uzgodnili pierwszy rozbiór Polski. Jedynie symboliczny sprzeciw został podniesiony przez Austrię, która wolałaby otrzymać więcej terytoriów Osmańskich na Bałkanach – regionie, który od dawna był obiektem pożądania Habsburgów. Porozumienie odbyło się w atmosferze zagrożenia sojuszem austriacko-osmańskim.
Już w latach 1769–1771, zarówno Austria, jak i Prusy zaanektowały część terytoriów przygranicznych należących do Rzeczypospolitej, podczas gdy porozumienie rozbiorowe zostało podpisane 19 lutego 1772 roku w Wiedniu. Wcześniejszy układ pomiędzy Prusami a Rosją został zatwierdzony w Petersburgu 6 lutego 1772 roku. Z początkiem sierpnia wojska rosyjskie, pruskie i austriackie wkroczyły równocześnie na terytorium Polski i rozpoczęły okupację ustalonych pomiędzy sobą terytoriów. 5 sierpnia trzy strony podpisały porozumienie o indywidualnych zyskach terytorialnych kosztem Polski. Porozumienie rozbiorowe zostało ratyfikowane przez jego sygnatariuszy 22 września 1772 roku.
Po dokonaniu rozbioru Polski zaborcy zażądali, aby król Stanisław i Sejm zalegalizowali ich działania. Król zaapelował do narodów Europy zachodniej o pomoc i zwlekał z powołaniem sejmu. Europejskie mocarstwa zareagowały na rozbiór Polski z obojętnością, z wyjątkiem protestu króla Hiszpanii. Podniosło się jedynie kilka głosów sprzeciwu, jak np. Edmunda Burke, który widział w rozbiorze Polski początek rewolucyjnych zmian w europejskiej równowadze sił.
Podczas gdy król August oraz senat debatowali nad kursem działania, cierpliwość zaborców zaczęła się wyczerpywać. W rezultacie jeden z czołowych przeciwników zgody na zagraniczne roszczenia, biskup Adam Stanisław Krasiński został porwany przez Kozaków i przewieziony do Warszawy, gdzie ambasadorzy zaborców zażądali, aby król i senat zwołali sejm walny w celu ratyfikacji rozbiorów. Kolejnym dowodem ich wpływu jest fakt, że senatorzy z anektowanych terytoriów (włączając diecezję inflancką, województwo ruskie oraz województwo witebskie) odmówili udziału w kolejnych obradach senatu. Podczas gdy znikąd nie nadchodziła pomoc, a sprzymierzeni zaborcy okupowali Warszawę, aby siłą oręża wymusić zwołanie sejmu, nie było innej możliwości niż podporządkowanie się ich woli. Warszawa stała się de facto garnizonem zagranicznych mocarstw. 19 kwietnia senat zgodził się zwołać sejm walny.

## Przygotowania
Przygotowania do obrad sejmu walnego nie były łatwe. Biskupi Krasiński i Kajetan Ignacy Sołtyk wyrażali głośno swój sprzeciw. Obrady co najmniej 32 z sejmików ziemskich, które miały wybrać deputowanych były zakłócone. W efekcie najniższa w historii Rzeczypospolitej Obojga Narodów liczba przedstawicieli – tylko około 102–111 (w zależności od źródła), pojechała na obrady do Warszawy, gdzie przedstawiciele dołączyli do 36 senatorów oraz ministrów. Większość przedstawicieli z Księstwa Litewskiego odmówiła udziału w sejmie walnym.

## Obrady sejmu
Sejm ten został zwołany na 19 kwietnia 1773 na wcześniejsze żądanie rosyjskiego posła nadzwyczajnego i ministra pełnomocnego Otto Magnusa von Stackelberga, posła pruskiego Gédéona Benoît i austriackiego Karla Reviczkyego, którzy zamierzali przeprowadzić legalizację rozbiorów przez sejm. Jednocześnie mocarstwa utworzyły wspólny fundusz korupcyjny, z kasy którego miano opłacać przychylność posłów i senatorów.
Już 16 kwietnia, 60 przekupionych posłów i 9 senatorów zawiązało konfederację, aby nie dopuścić do zerwania sejmu poprzez zastosowanie zasady liberum veto (uchwały konfederacji stanowione były większością głosów). Marszałkiem konfederacji koronnej został całkowicie oddany Rosji Adam Poniński. Jako marszałka konfederacji Wielkiego Księstwa Litewskiego wyznaczono Michała Hieronima Radziwiłła. Marszałkami sejmu byli Adam Poniński i Michał Hieronim Radziwiłł. Obradom sejmu przewodniczył Poniński, który jako jurgieltnik otrzymywał z ambasady rosyjskiej stałą roczną pensję w wysokości 24 000 dukatów.
Obradujący na Zamku Królewskim w Warszawie otoczeni zostali asystą wojska rosyjskiego. Posłowie Tadeusz Reytan i Samuel Korsak stanęli na czele opozycji przeciwko sejmowi pod węzłem konfederacji i marszałkowi Ponińskiemu. Wsparli ich posłowie: Franciszek Jerzmanowski, Stanisław Kożuchowski, Rupert Dunin, Jan Tymowski, Józef Zaremba, Michał Radoszewski, Ignacy Suchecki, Tadeusz Wołodkowicz, Stanisław Bohuszewicz. Na nic zdało się wykradzenie przez Reytana laski marszałkowskiej, co miało uniemożliwić rozpoczęcie obrad. Nikły opór ostatecznie złamały egzekucje wojskowe w domach oponentów, groźba rozszerzenia rozbiorów o centralne ziemie Polski i spalenia Warszawy w przypadku jego kontynuacji. Część senatorów została aresztowana i zesłana na Syberię.
Znanymi zwolennikami przeprowadzenia rozbioru byli: Adam Poniński, Michał Hieronim Radziwiłł, biskupi Andrzej Młodziejowski oraz Ignacy Jakub Massalski, a także prymas Polski Antoni Kazimierz Ostrowski.
Sejm wyłonił ze swojego grona 99-osobową delegację, składającą się z całkowicie zaufanych i kontrolowanych przez zaborców posłów i senatorów, której zadaniem było podpisanie traktatów secesyjnych. 18 września 1773 delegacja podpisała traktaty podziałowe z przedstawicielami mocarstw. 30 września sejm zatwierdził traktat podziałowy.

## Ustawodawstwo sejmu rozbiorowego
Oprócz zatwierdzenia traktatu rozbiorowego sejm wprowadził także liczne zmiany ustrojowe, powołując Radę Nieustającą oraz Komisję Edukacji Narodowej. Ponadto ustalił jednolity podatek, przywrócił cła generalne, ograniczył w znacznym stopniu władzę hetmanów i unowocześnił strukturę wojska. Szlachta uzyskała prawo zajmowania się handlem, rzemiosłem i bankowością, wreszcie zapowiedziano ulżenie doli chłopstwa.
Zaborcy (w szczególności Rosja) nalegali, aby Sejm uchwalił reformy mające na celu wzmocnienie ich władzy nad Rzecząpospolitą. Oryginalna komisja dostała pozwolenie na kontynuowanie prac do stycznia 1774 roku, przedłużając sejm, który ponownie został zakończony. Komisja nie była jednak w stanie wdrożyć swoich zmian w tym okresie, w wyniku czego dostała pozwolenie na przedłużenie swoich obrad po raz kolejny. W sumie obrady sejmu były przedłużane siedem razy.
Prawa kardynalne będące quasi-konstytucją, zawierającą większość konserwatywnych praw stojących za niewydolnym systemem Rzeczypospolitej Polskiej Obojga Narodów, były zagwarantowane przez zaborców. Utrzymanie praw kardynalnych leżało w ich interesie, ponieważ zapewniały one łatwość kontroli nad polskim systemem politycznym z zewnątrz.
Sejm zajmował się między innymi tworzeniem praw redukujących tolerancję religijną w kraju. Pasywne prawa wyborcze protestantów i prawosławnych zostały zredukowane w wyniku restrykcji nakładającej limit liczby deputowanych nie wyznających religii rzymskokatolickiej wynoszący trzech (po jednym z Wielkopolski, Małopolski i Księstwa Litewskiego). Zakazano im także udziału w wyborach do senatu oraz na stanowiska ministrów.
Władza królewska została ograniczona: król stracił prawo do samodzielnego mianowania oficerów, ministrów i senatorów oraz nadawania starostw. Wprowadzono dzierżawę królewszczyzn, które miały być rozdzielane w drodze licytacji Król otrzymał w zamian na własność 4 starostwa.
Prusy w marcu 1775 roku narzuciły niekorzystny dla Polski traktat handlowy. Rozbiory odcięły dostęp państwa do morza i państwo polskie, nie mając wyboru, musiało się zgodzić na nałożone przez Prusy cła, które na wiele lat osłabiły polski handel bałtycki. Prusy wymusiły także zgodę na swobodny import pruskich towarów przemysłowych oraz ułatwienia w eksporcie polskiego zboża, dążąc do przekształcenia Polski w rolnicze zaplecze dla pruskiego przemysłu.
Sejm stworzył także dwie instytucje: Radę Nieustającą – organ rządowy działający przy królu, jako pierwowzór gabinetu ministrów oraz Komisję Edukacji Narodowej. Rada Nieustająca miała być instytucją, którą łatwiej będzie kontrolować niż niesforny sejm i w rzeczy samej, pozostała ona pod kontrolą Rosji. Niemniej jednak była ona istotnym usprawnieniem rządu Rzeczypospolitej. Rada ze swoimi Departamentami Interesów Cudzoziemskich, Skarbowym, Wojskowym, Sprawiedliwości oraz Dobrego Porządku (policji), którym przewodniczyli ministrowie-specjaliści, zajmowała się interpretacją istniejącego prawa w sferze administracji i zapewniała państwu stały organ rządowy, który funkcjonował pomiędzy obradami sejmu i nie podlegał zasadzie liberum veto. Rada Nieustająca była przewodzona przez króla, składała się z 36 członków (po 18 z każdej izby sejmu) i orzekała większością głosów (z wyjątkiem równego rozkładu głosów, kiedy decyzja należała do króla). Dotychczas wpływowi ministrowie znaleźli się pod kontrolą pięciu równoległych departamentów rady. Rada oprócz swoich obowiązków administracyjnych prezentowała królowi trzech kandydatów na każdą nominację do senatu lub innych ważnych urzędów.
Komisja Edukacji Narodowej była kolejnym rodzajem nowo utworzonego organu państwowego. Przejęła ona znaczną część mienia niedawno zlikwidowanego zakonu jezuitów i stała się pierwszym ministerstwem edukacji w Europie. Jako taka, jest uważana za najznakomitsze i najbardziej konstruktywne osiągnięcie opłakiwanego sejmu rozbiorowego.
Polityka fiskalna także została zreformowana, wprowadzając cło generalne oraz powszechny i jednolity podatek (podymne). Dochody z podatków miały zostać przeznaczone na utrzymanie wojska. Uchwalono, że liczebność wojska będzie zwiększona do 30 000 (nie udało się osiągnąć tego celu). Szlachta uzyskała oficjalne pozwolenie na zajmowanie się handlem i rzemiosłem (dotychczas zajmowanie się „miejskimi” profesjami wiązało się z ryzykiem utraty statusu szlacheckiego). Debatowano nad zwiększeniem obowiązku pańszczyźnianego, ale nie uchwalono istotnych reform w tym zakresie.
Nowe ustawodawstwo było gwarantowane przez wszystkich zaborców, dając jej kolejny pretekst do ingerowania w politykę Rzeczypospolitej, gdyby prawo zostało zmienione.
Korupcja była rozpowszechniona. Urzędnicy nadawali sami sobie starostwa oraz inne przywileje. Odbywały się różne fałszywe transakcje, w wyniku których pieniądze przeznaczone na działalność rządowych instytucji, takich jak Narodowa Komisja Edukacji, trafiały do prywatnych kieszeni urzędników i ich wspólników.
Komisja zakończyła swoje obrady 27 marca 1775 roku. Sejm został wznowiony, zaakceptował nowe ustawodawstwo i został zakończony 11 kwietnia 1775 roku.
15 kwietnia 1775 posłowie: Rupert Dunin, Tomasz Przyjemski, Franciszek Jerzmanowski i Stanisław Kożuchowski wnieśli manifest w grodzie warszawskim o nieważności wszystkich postanowień sejmu od 1773 do 1775 roku.

## Skutki
W wyniku rozbioru Rzeczpospolita Obojga Narodów straciła około 211 000 km² (30% swojego terytorium, o powierzchni około 733 000 km²) zamieszkałych przez około 4-5 milionów osób (około jednej trzeciej z 14 milionów zamieszkujących kraj przed rozbiorem). Pomimo że terytorium przejęte przez Prusy było najmniejsze, to ze względu na jego duże znaczenie strategiczne i stopień rozwinięcia, rozbiór był dużym sukcesem Fryderyka II. Prusy uzyskały kontrolę nad ujściem Wisły do morza, co miało fundamentalne znaczenie ekonomiczne. Austria zaanektowała tereny obejmujące Galicję o powierzchni 83 000 km². W obrębie zaboru austriackiego znajdowały się gęsto zaludnione i bogate obszary, a także dochodowe kopalnie soli w Bochni i Wieliczce. Rosja, pomimo że przyczyniła się do rozbioru własnego protektoratu, otrzymała największe (92 000 km²), ale najmniej ważne ekonomicznie, biedne i słabo zamieszkałe tereny na północnym wschodzie.
Część postanowień sejmu rozbiorowego, które miały na celu osłabić króla, odniosły skutek wręcz odwrotny. Wprowadzona pięćdziesięcioletnia dzierżawa starostw wiodła do stosunków kredytowych, a utworzona Rada Nieustająca stała się stosunkowo sprawnym (m.in. ponieważ nie podlegającym zasadzie liberum veto) organem władzy wykonawczej. Przyczyniło się to do stłamszenia samowoli magnaterii, która licznie wystąpiła przeciwko Radzie Nieustającej i nawet apelowała do carycy Katarzyny II o pomoc w zmniejszeniu wpływów króla. Caryca udzieliła jednak poparcia królowi, co doprowadziło do rozbicia opozycji magnackiej, z której część zwróciła się do innych mocarstw, głównie Prus.